# Julio Pérez
Artikeln följer den spanska namnseden; faderns efternamn är Pérez och moderns efternamn Gutiérrez.
Julio Gervasio Pérez Gutiérrez, född 19 juni 1926 i Montevideo, död 22 september 2002 i Montevideo, var en uruguayansk fotbollsspelare. Han är mest känd för sitt deltagande av Maracanazo (sista matchen vid VM 1950).